# Mølsteds Museum
Mølsteds Museum er et kunstmuseum i Dragør, der beskæftiger sig med den danske maler Christian Mølsted (1862-1930), der boede i Dragør hele sit liv. Museet er indrettet i hans hjem og atelier, hvor han malede en stor del af sine værker. Museet udstiller et udsnit af disse. Det er en del af Museum Amager
55°35′31.78″N 12°40′18.1″Ø / 55.5921611°N 12.671694°Ø